# موديراتا فونتي
كانت موديراتا فونتي، (بالإيطالية: Moderata Fonte) (1555–1592)، ويُترجم هذا الاسم بصورة مباشرة إلى «المنبع المعتدل»، وهو الاسم المستعار لموديستا دي بوزو دي فورزي (أو زورزي)، والمعروفة أيضًا باسم موديستو بوزو (أو موديستا، تأنيث موديستو)، كاتبة وشاعرة من مدينة البندقية. كتبت شعرًا رومانسيًا ودينيًا إلى جانب الأعمال الحوارية التي نُشرت بعد وفاتها: إنصاف المرأة وقيمة المرأة (هذان الكتابان جُمعا في كتاب جدارة المرأة، عام 1600)، وهو الكتاب الذي اشتهرت به. عُرفت تفاصيل حياتها من السيرة الذاتية التي كتبها عمها جيوفاني نيكولو دوجليوني (1548-1629)، وقد أُدرجت تلك التفاصيل كمقدمة للعمل الحواري جدارة المرأة.

## أعمالها
مسرحية الأعياد (بالإيطالية: Le Feste) هى مسرحية موسيقية، كانت واحدة من أولى أعمال فونتي المعروفة، وقد عُرضت أمام دوجي دا بونتي (حاكم البندقية) عام 1581 في مهرجان عيد القديس ستيفن. تحتوي المسرحية على 350 بيتًا شعريًا تقريبًا مع عدة أجزاء غنائية. نشرت كذلك قصيدتها الملحمية الأناشيد الثلاثة عشر لفلوريدورو عام 1581 والتي أهدتها إلى الدوقة بيانكا كابيلو وزوجها الجديد، فرانشيسكو الأول دي ميديشي، دوق توسكانا الأكبر. ربما تكون هذه القصيدة هي العمل الفروسي الثاني الذي تنشره امرأة إيطالية، بعد إيل ميسكينو للشاعرة توليا دي أدراغونا، ظهرت هذه القصيدة عام 1560.
كتبت فونتي اثنتين من القصائد الدينية الطويلة؛ آلام المسيح وقيامة يسوع المسيح بعد الآلام المقدسة. تصف في هذين العملين بالتفصيل ردود الفعل العاطفية للسيدة مريم العذراء ومريم المجدلية نحو موت المسيح وقيامته، وهو ما يوضح إيمان فونتي العميق بالمشاركة النشطة للمرأة في أحداث آلام المسيح وقيامته.
ولعل أكثر ما اشتُهرت به هو مُؤلَفها الذي عملت عليه في الفترة منذ 1588 إلى 1592 بعنوان جدارة المرأة، والذي نُشر بعد وفاتها عام 1600، تنتقد فونتي في هذا الكتاب معاملة الرجال للنساء، ففي حين أن الكاتبة تحتفي بفضائل المرأة وذكائها وتجادل بتفوق المرأة على الرجل، إلا أنها لا تذهب إلى حد الدعوة إلى المساواة الجنسية.
تُوفيت بوزو عام 1592 عن عمر يناهز السابعة والثلاثين عامًا، وكان لها أربعة أطفال بحسب ما ذكره دوجليوني: كان أكبرهم يبلغ من العمر عشر سنوات، والثاني ثمانية أعوام، والثالث ستة أعوام، إضافة إلى المولود الجديد الذي تسببت ولادته في وفاتها. وضع زوجها مرثية من الرخام على قبرها تصف بوزو بأنها «امرأة متعلمة للغاية».

### إنصاف المرأة (جدارة المرأة: حيث يظهر بوضوح نبل النساء وتفوقهم على الرجال)
نُشر كتاب إنصاف المرأة بعد وفاة فونتي جنبًا إلى جنب مع مسرحية قيمة المرأة. إن كلا العملين الأدبيين متأثران بالعمل الروائي الذي كتبه المؤلف الإيطالي جيوفاني بوكاتشيو «الديكاميرون»: فهما عبارة عن قصص إطارية حيث تقوم الشخصيات بتطوير حواراتهم ونماذجهم.
تبدأ القصة بمجموعة من النساء يجلسن في حديقة في مدينة البندقية يتجاذبن أطراف الحديث، عندما تصل باسكوال وتعكر أجواء الإسترخاء، وذلك من خلال الإشارة إلى آخر جدال حدث بينها وبين زوجها. يؤدي هذا إلى محادثة ملهمة بينهن حول «السلوك الذكوري»، حيث تشكو هؤلاء النسوة من المواقف غير العادلة التي يتعين عليهن مواجهتها كل يوم؛ ثم يبدأن في تخيل اثنتي عشرة عقوبة (واحدة في الشهر) من أجل زيادة الوعي بين الرجال. وبهذه الطريقة، سيتعين عليهم أن يعانوا من الإذلال العلني، كما يجب أن يكونوا آباءًا مضحين بأنفسهم وأن يكونوا معزولين عن أصدقائهم وعائلاتهم. أما العقوبة الأكثر روعة، فهي تلك المخصصة للصمت: فالنساء فقط لديهن صوت، صوت يسمح لهن أخيرًا بالتحدث وتنظيم المجتمع.
كثيرًا ما استخدمت فونتي السخرية والمفارقة وأسلوب مخاطبة القارئ. فلقد تأثرت بإيقاع حوارات أفلاطون.
ينقسم الكتاب إلى 14 فصلًا: الأول يعمل كمقدمة أو إطار، وتغطي الفصول الاثني عشر التالية العقوبات والهجمات على الشخصية الذكورية، وفي الفصل الأخير يعدن إلى الحياة الواقعية بعد إنتهاء رحلتهن الخيالية وهن أكثر حكمة ومفعمات بالأمل.